# Ārkhāzlū
Ārkhāzlū (persiska: آرخازلو) är en ort i Iran.   Den ligger i provinsen Ardabil, i den nordvästra delen av landet, 400 km nordväst om huvudstaden Teheran. Ārkhāzlū ligger 1 328 meter över havet och antalet invånare är 671.
Terrängen runt Ārkhāzlū är platt, och sluttar norrut.Runt Ārkhāzlū är det ganska tätbefolkat, med 139 invånare per kvadratkilometer. Närmaste större samhälle är Ardabil, 15,7 km väster om Ārkhāzlū. Trakten runt Ārkhāzlū består till största delen av jordbruksmark.